# Adonis Georgiadis

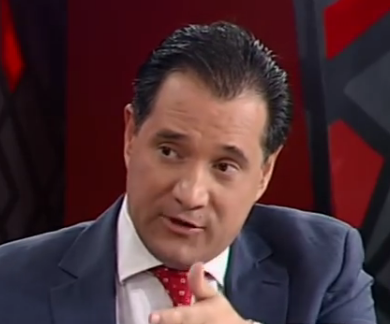
Adonis Georgiadis (2015)

Spyridon-Adonis Georgiadis (griechisch Σπυρίδων-Άδωνις Γεωργιάδης; * 6. November 1972 in Athen) ist ein griechischer Politiker, Historiker und Verleger. Georgiadis war Minister für Wirtschaftsentwicklung und Investitionen im Kabinett Kyriakos Mitsotakis und 1. stellv. Vorsitzender der Nea Dimokratia und Minister für Handelsmarine im Kabinett Loukas Papadimos und Gesundheitsminister im Kabinett Andonis Samaras.

## Leben
2003 erhielt er seinen Hochschulabschluss vom Institut für Geschichte und Archäologie von der philosophischen Fakultät der Universität Athen. Seit Juni 2009 ist er mit der Dirigentin und Moderatorin Eugenia Manolidou verheiratet. Aus der Ehe gingen bisher zwei Kinder, Athanassios-Perseas (* 2005) und Anastasios-Alkeos (* 2014) hervor. Manolidou hatte aus erster Heirat einen Sohn und eine Tochter mit in die Ehe gebracht.
Georgiadis tritt seit mehr als zehn Jahren fast täglich in kleineren privaten griechischen Fernsehkanälen auf. In seinem täglichen Programm, kommentiert Georgiadis zusammen mit seinem Bruder Leonidas das aktuelle Zeitgeschehen im historischen und philologischen Zusammenhang und stellt Bücher seines Familien-Verlags Ekdoseis Georgiadi, aber auch anderer griechischer Verlage vor.
Eine vom Verlag ausgegliederte Einrichtung namens Elliniki Agogi, die von Georgiadis gegründet wurde, hat zum Ziel die altgriechische Sprache zu fördern. Elliniki Agogi  bietet Sprachunterricht in Altgriechisch für Kinder und Erwachsene, Geschichtsunterricht und betreibt vereinzelt auch politische Öffentlichkeitsarbeit.

## Politische Laufbahn
Georgiadis war zunächst in der Studentenorganisation der Nea Dimokratia aktiv. Später trat er der LAOS-Partei bei und war von Dezember 2003 bis August 2007 deren Pressesprecher und anschließend Generalsekretär. Von September 2007 bis zum Februar 2012 saß er für LAOS als Abgeordneter im griechischen Parlament. Von November 2011 bis Februar 2012 gehörte er außerdem als stellvertretender Minister für Entwicklung und Wettbewerb mit dem Zuständigkeitsbereich Handelsmarine dem Kabinett Loukas Papadimos an. Im Februar 2012 trat er aus Protest gegen die Stimmenthaltung seiner LAOS-Partei zum Spar- und Reformpaket von EU und IWF von allen Parteiämtern, seinem Ministeramt und seinem Abgeordnetenmandat zurück. Georgiadis wich von der LAOS Parteilinie ab und stimmte mit "Ja".
Georgiadis wechselte im Februar 2012 zur Nea Dimokratia und wurde bei den Wahlen im Mai 2012, Juni 2012, Januar 2015, September 2015 und Juli 2019 als Abgeordneter ins Parlament gewählt. Von 2013 bis 2014 war er als Nachfolger von Andreas Lykourentzos Gesundheitsminister im Kabinett Andonis Samaras. Georgiadis war bis 23. November 2015 Fraktionschef der Nea Dimokratia im griechischen Parlament.
Am 28. September 2015 kündigte er seine Kandidatur für den Parteivorsitz der Nea Dimokratia an. Bei der Wahl durch 404.078 Anhänger der Partei am 20. Dezember 2015 erhielt er 11,4 % der Stimmen und kam nicht in die Stichwahl am 10. Januar 2016, die letztendlich Kyriakos Mitsotakis gewann. Mitsotakis bestimmte nach seinem Wahlsieg Georgiadis zu seinem ersten Stellvertreter.
Er war vom 9. Juli 2019 bis zum 4. Januar 2024 griechischer Minister für Wirtschaftsentwicklung und Investitionen.
Seit Januar 2024 übernahm er in folge einer Kabinettsumbildung das Amt des Gesundheitsministers.

## Politische Ansichten und politisches Werk
Georgiadis vertritt wirtschaftsliberale Ansichten und gilt als strikter Befürworter des Spar- und Reformkurses von EU und IWF. Seine strikte Befürwortung des Reformprogramms, das in Griechenland im allgemeinen Sprachgebrauch kurz als Memorandum  bezeichnet wird, brachte ihm viele offene Antipathien, aber auch Sympathien ein. Er bezeichnete sich bewusst provokativ häufig selbst als memorandentreusten der memorandentreuen.
Georgiadis brachte als Minister für Handelsmarine zahlreiche wirtschaftsfreundliche Reformen auf den Weg, darunter die Aufhebung der Kabotagerestriktionen. Als Gesundheitsminister senkte er zwischen 2013 und 2015 den Jahresetat seines Ressorts von 7,4 Mrd. auf 5,4 Mrd. Euro, brachte jedoch trotz der strikten Sparmaßnahmen ein Gesetz auf den Weg das jedem der seine Krankenversicherung verloren hatte, kostenlose medizinische Versorgung garantierte und zu diesem Zweck ca. 200 Mio. Euro an Haushaltsmitteln bereitstellte.